# Lailima
Lailima ist eine osttimoresische Aldeia im Suco Cassa (Verwaltungsamt Ainaro, Gemeinde Ainaro). 2015 lebten in der Aldeia 694 Menschen.

## Geographie und Einrichtungen
Die Aldeia Lailima besteht aus einem größeren Gebiet im Zentrum von Cassa und einer kleinen Exklave, welche die Südspitze des Sucos Cassa bildet.
Das Hauptterritorium liegt zwischen der Aldeia Queça-Mau im Norden und der Aldeia Civil im Süden. Im Osten grenzt Lailima an den Suco Suro-Craic und im Westen an das Verwaltungsamt Zumalai (Gemeinde Cova Lima) mit seinem Suco Lour. Der Grenzfluss im Osten zu Suro-Craic heißt Buronuno, ein Nebenfluss des Belulik. Der westliche Grenzfluss ist der Mola. Die einzige Siedlung im Hauptgebiet von Lailima ist Betama am Ufer des Buronuno. Durch das Dorf führt die Überlandstraße von Cassa, dem Hauptort des Sucos, zur Gemeindehauptstadt Ainaro.
Die Exklave liegt am Westufer des Beluliks, dem Grenzfluss zum Suco Leolima (Verwaltungsamt Hato-Udo). Nordöstlich befinden sich die Aldeias Mau-Suca Bemoris und Boltama und nordwestlich die Aldeia Civil. Südwestlich liegt das Suco Raimea (Verwaltungsamt Zumalai). Im Süden grenzt Lailima an das kleine Territorium von Leolima, das westlich des Beluliks liegt. Durch den Osten der der Exklave führt die Überlandstraße, die von Cassa nach Zumalai führt. An ihr liegen im Norden Cassas Ortsteil Maununo und im Süden das Dorf Luan Cadoi. In Luan Cadoi befinden sich eine Grundschule und das zentrale Öllager Pessado.